# Robert Burns
Robert Burns (ur. 25 stycznia 1759 w Alloway, zm. 21 lipca 1796 w Dumfries) – narodowy poeta szkocki, prekursor romantyzmu.
Robert Burns należał do grona poetów wiejskich, opiewających uroki prostego życia i szczęście rodzinne. Jego wiersze niemal zupełnie pozbawione są wzniosłych dywagacji, wyciągając proste, chłopskie prawdy życiowe z pospolitych zdarzeń dnia codziennego. Mottem jego twórczości była łacińska sentencja łac. Amor vincit omnia („Miłość wszystko zwycięża”). Pisał w języku scots oraz angielskim. Propagował idee postępowe.

## Życie
Urodzony w Alloway, w hrabstwie Ayrshire w Szkocji, w ubogiej rodzinie rolniczej. Mimo problemów materialnych, rodzice zadbali o jego dobre wykształcenie. W 1783 zaczął pisać poezje w tradycyjnym stylu, w rodzimym dialekcie Ayrshire. Wiersze były lokalnie dobrze przyjmowane i w 1786 miejscowa drukarnia w Kilmarnock wydała tomik Poems. Burns zyskał dzięki temu natychmiastową sławę i w wyniku tego zaczął być częstym gościem na salonach – spędził kilka lat w Edynburgu. Sławie nie towarzyszyło bogactwo, w związku z czym poeta musiał powrócić do pracy w gospodarstwie.
To także nie przyniosło mu spodziewanych zysków, więc w 1789 roku rozpoczął pracę jako urzędnik rządowy do spraw ceł i akcyzy.
Ostatnie lata spędził w miasteczku Dumfries nad zatoką Solway Firth, zbierając szkockie pieśni ludowe. Obecnie znajduje się tam dom i muzeum poświęcone pisarzowi. Zmarł w wieku lat 37 w wyniku dolegliwości sercowych, które były skutkiem ciężkiej pracy na roli od dzieciństwa. W krótkim czasie po jego śmierci, do wdowy po nim i dzieci zaczęły z całej Szkocji spływać pieniądze na utrzymanie – dowód docenienia poety przez społeczeństwo.
Pamięć Burnsa jest czczona na całym świecie poprzez kluby jego miłośników. Data jego urodzin to nieoficjalne narodowe święto Szkotów i osób o szkockich korzeniach, obchodzone poprzez tzw. Burns suppers – wieczorki burnsowskie.
Burns jest autorem m.in. słów do popularnej pieśni Auld Lang Syne, tradycyjnie śpiewanej w wigilię Nowego Roku (zwaną przez Szkotów Hogmanay).

## Forma
Burns bardzo często posługiwał się w swoich utworach strofą sześciowersową o specyficznej budowie, nazywaną dziś jego imieniem. Strofa Burnsa rymuje się aaabab.

## Wyrazy uznania
Burns cieszył się wielkim szacunkiem u poetów angielskich. William Wordsworth, sam uznawany za pomnikowego poetę, poświęcił szkockiemu bardowi wiersz At the Grave of Burns (Przy grobie Burnsa), napisany jego ulubioną zwrotką. Natomiast John Keats napisał wiersze On Visiting the Tomb of Burns (O odwiedzeniu grobu Burnsa) i Lines Written in the Highlands after a Visit to Burns's Country (Linijki napisane w górach po odwiedzeniu rodzinnego kraju Burnsa). Ten ostatni utwór Keatsa był dwukrotnie tłumaczony na język polski, przez Zygmunta Kubiaka (w tomie John Keats, Poezje wybrane) i Stanisława Barańczaka (w tomie John Keats, 33 wiersze).

## Nawiązania
Z poezji Burnsa (z wiersza To a Mouse (Do myszy) wzięty jest tytuł powieści Johna Steinbecka Myszy i ludzie (Of Mice and Men):
The best laid schemes o’ Mice an’ Men
Gang aft agley
Od tytułu pieśni Burnsa „Comin’ Through the Rye” Jerome David Salinger zaczerpnął tytuł swojej powieści „Buszujący w zbożu”.
Stanisław Grochowiak uczynił Burnsa bohaterem jednego ze swych wierszy pt. „Nie było lata".
Teksty Burnsa śpiewali po polsku Krystyna Zachwatowicz, Mieczysław Święcicki, Magda Umer i Piotr Fronczewski. 

## Przekłady
Na język polski wiersze Burnsa tłumaczyli Stanisław Barańczak, Wiktor Jarosław Darasz, Jan Kasprowicz, Zofia Kierszys, Stanisław Kryński, Ludmiła Marjańska i Jerzy Pietrkiewicz.
W 2016 roku ukazało się tłumaczenie wierszy na język śląski autorstwa Mirosława Syniawy.